# Mirador del Tombo

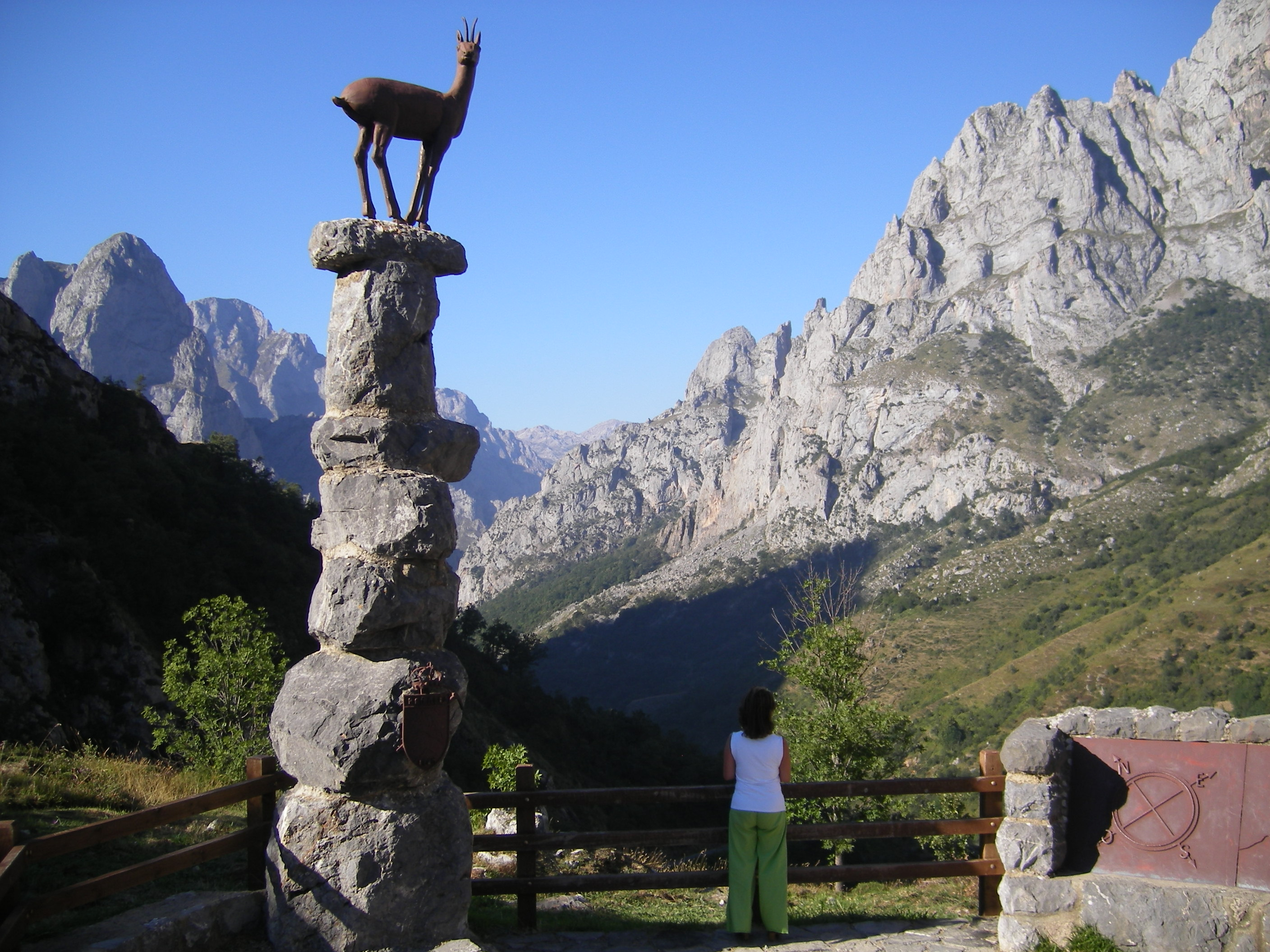
El mirador del Tombo.

El mirador del Tombo se encuentra situado en un lugar privilegiado de los Picos de Europa, en la provincia de León (Castilla y León, España). Se ubica en la carretera que une Posada de Valdeón con el pequeño pueblo de Caín, poco después de atravesar Cordiñanes de Valdeón en dirección a Caín, a 50 metros del río Cares.

## Descripción
Fue inaugurado el 10 de agosto de 1964 por el entonces ministro de información y turismo Manuel Fraga Iribarne. En el lugar se erige una cruz de hierro y una columna de piedra sobre la que se sitúa la escultura de un rebeco, obra de José Luis Coomonte. Cuenta con un grabado en el que se enumeran todas las cimas que pueden distinguirse desde el lugar, con su perfil, para facilitar la identificación. Una de ellas es el Monte Corona, lugar donde según la tradición Don Pelayo fue nombrado jefe de los cristianos en el inicio de la reconquista en España.
Este mirador está dedicado por los montañeros de León a D. Julián Delgado Úbeda, presidente de la Federación Española de Montañismo. 

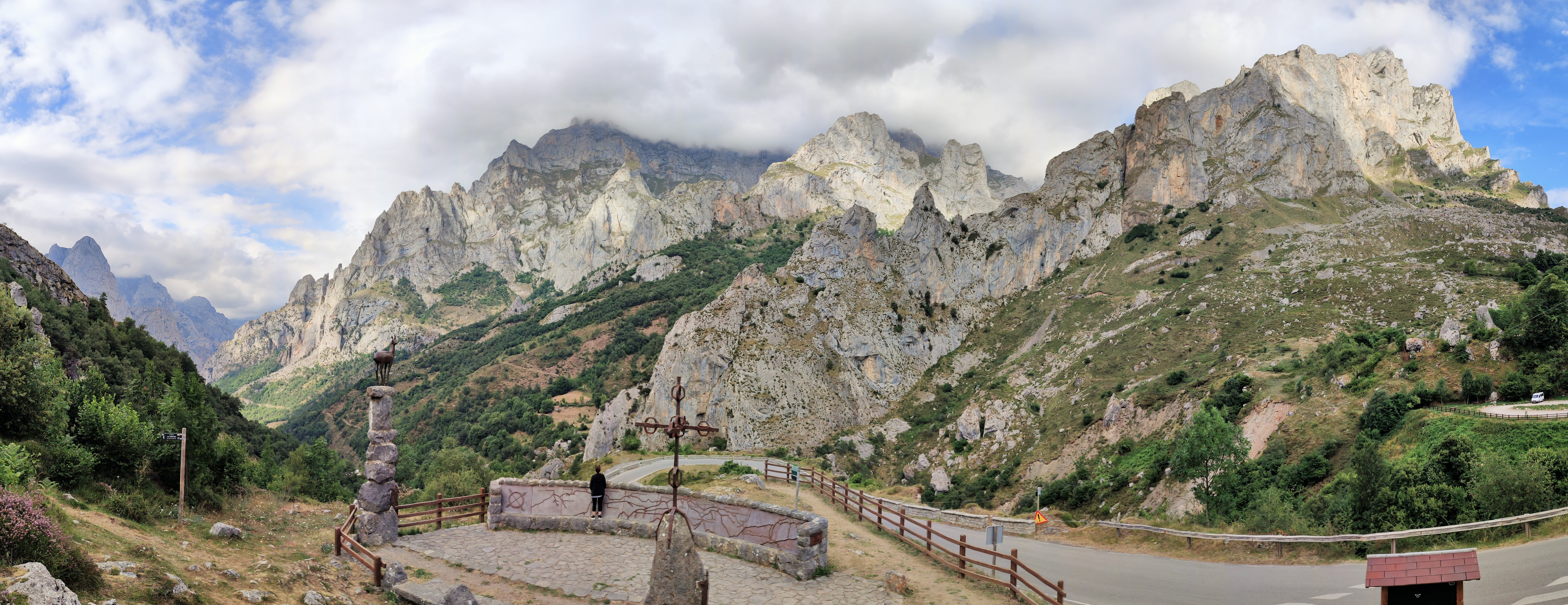
Picos de Europa desde el mirador del Tombo.